# Ohio (U-Boot)
Die Ohio, auch USS Ohio (Kennung: SSBN-726 / SSGN-726), ist ein U-Boot der United States Navy und das Typschiff der Ohio-Klasse. Sie ist mit ballistischen Raketen ausgerüstet und das vierte Schiff der United States Navy, das nach dem US-Bundesstaat Ohio benannt wurde. Die Bezeichnung SSBN-726 wurde, nach dem Umbau zum Lenkwaffen-U-Boot in SSGN-726 umbenannt.

## Geschichte

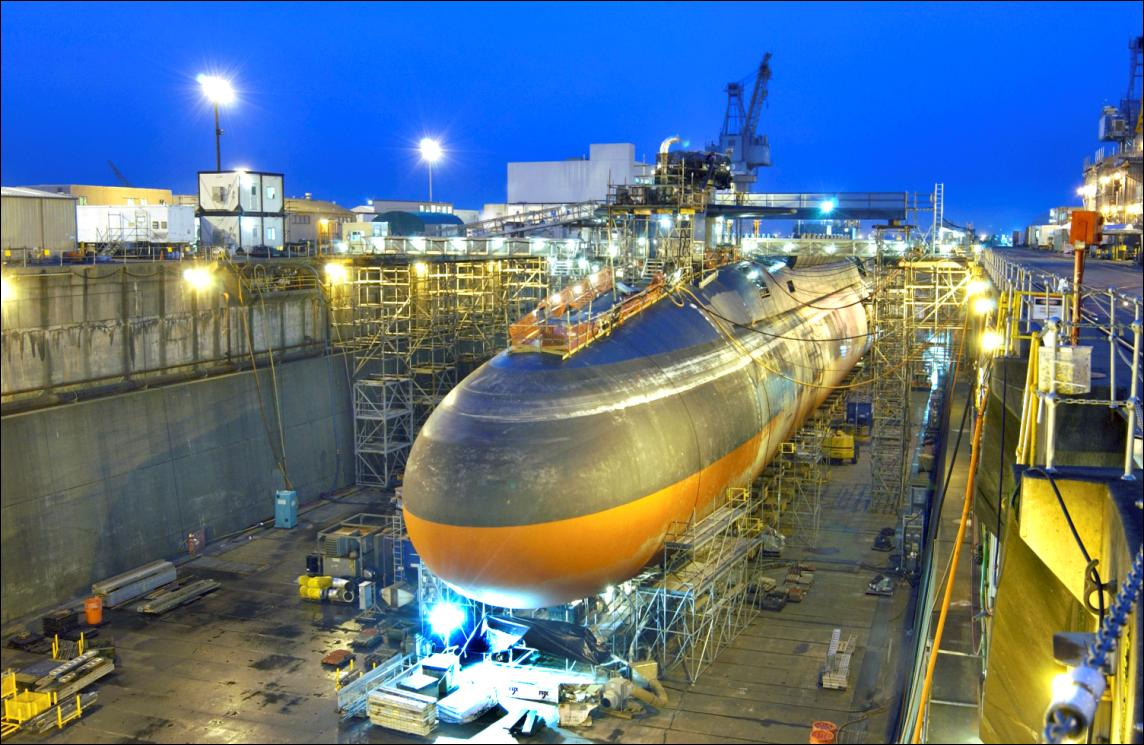
Ohio im Trockendock

Bauwerft für die Ohio war General Dynamics Electric Boat Division, das Boot wurde am 11. November 1981 offiziell in Dienst gestellt. Im Oktober 1982 begann die Ohio die erste Abschreckungs-Patrouille, bis 1998 folgten 49 weitere, womit das Typschiff der Ohio-Klasse als erstes seiner Klasse 50 Einsatzfahrten absolvierte.
Zu Beginn des 21. Jahrhunderts sollte die Ohio eigentlich außer Dienst gestellt werden. Stattdessen wurde sie ab Ende 2002 in der Puget Sound Naval Shipyard zu einem SSGN umgerüstet. Als spezielle Plattform für den Abschuss von Marschflugkörpern wurde die Ohio 2006 wieder der Flotte zugeordnet. Im Oktober 2007 begann die erste Einsatzfahrt des Bootes in seiner neuen Rolle.